# SV Viktoria Preußen 07 Frankfurt

Vereinslogo

Der SV Viktoria Preußen 07 Frankfurt ist ein Sportverein aus dem im Norden von Frankfurt am Main gelegenen Stadtteil Eckenheim. Deutschlandweite Bekanntheit erlangte der Verein durch seine bis in die 1950er Jahre hinein außerordentlich erfolgreiche Ringer-Abteilung, aus der unter anderem der fünffache deutsche Meister Max Leichter kam.

## Geschichte
Die Gründung erfolgte am 6. Mai 1907 als SV Viktoria 07, wobei das Kürzel SV seinerzeit für „Schwerathletik-Verein“ stand. Dies ist der (heute kaum mehr gebräuchliche) Oberbegriff für die damals im Verein betriebenen Sportarten Ringen, Stemmen und Rundgewichts-Riegen. Unter der Leitung der Brüder Lorenz und Ferdinand Schaub errangen die Ringer beachtliche Erfolge. Eine Fußballabteilung kam 1909 hinzu.
Es dauerte nicht lange, bis es zu Spannungen zwischen den Fußballern und dem von der Schwerathletik-Abteilung dominierten Restverein kam. In der Konsequenz verließen die Fußballer den Verein und machten sich als Fußballverein 1912 Eckenheim selbständig. Geschwächt durch den gerade erst zu Ende gegangenen Ersten Weltkrieg schlossen sich die beiden Vereine jedoch bereits in der Saison 1918/19 unter dem Namen SV Viktoria 07 – 1912 Eckenheim wieder zusammen.
In den folgenden Jahren errangen die Ringer unter der Leitung von Adam Hommel einen guten Ruf in ganz Deutschland. Auch die Fußballer waren relativ erfolgreich und spielten zeitweise in der höchsten Klasse des Süddeutschen Fußballverbandes.
Nach dem Zweiten Weltkrieg konnten die Ringer schon bald an frühere Erfolge anknüpfen. So errang Adam Hommel die deutsche Vizemeisterschaft und Max Leichter wurde Meister im Halbschwer- und Schwergewicht.
Für die Fußballer gestaltete sich der Neuaufbau weit schwieriger; vor allem deshalb, weil sie keinen eigenen Sportplatz mehr hatten und ihre Heimspiele sieben Jahre lang auf fremden Plätzen austragen mussten. Unter diesen Bedingungen schlossen sich viele Mitglieder anderen Vereinen an, was die Mitgliederzahl dezimierte. Einen weiteren Mitgliederschwund gab es nach dem Tod von Adam Hommel, als die Ringer den Verein komplett verließen und sich selbständig machten.
Fortan wurde Fußball zur wichtigsten Sportart des Eckenheimer Vereins und die Jugendabteilung sein Aushängeschild. Dennoch war der SV Viktoria 07 mittlerweile ein Verein, der viele Sportarten anbot, seine Fußballmannschaft aber nicht über Ausbildungsstandards hinaus fördern konnte, weil es ihm an den erforderlichen finanziellen Möglichkeiten mangelte.
Über ausreichende finanzielle Mittel verfügte dagegen der 1951 aus einer Betriebssportgruppe der Mitropa entstandene FC Preußen aus dem benachbarten Stadtteil Preungesheim, der mittlerweile bis in die Hessenliga vorgedrungen war. Weil beide Vereine von den Möglichkeiten des anderen profitieren konnten, bündelten sie ihre Kräfte und schlossen sich 1965 zum SV Viktoria Preußen 07 Frankfurt zusammen.

## Abteilungen
Der fusionierte Verein besteht heute aus den Abteilungen Fußball, Turnen und Gymnastik sowie Tischtennis, wobei der Schwerpunkt der Vereinsarbeit in der Jugendarbeit liegt und auch Persönlichkeiten im Fußball geformt hat. Mit Armin Kraaz, Sascha Amstätter, Renato Levy und Peter Koch wurden mehrere Spieler aus den eigenen Reihen Profi-Fußballer.
Überregional bekannt sind die traditionellen Pfingstturniere der Fußball-Jugendabteilung, durch die der Verein auf sich aufmerksam machen konnte. Die erste Fußballmannschaft der Männer spielt seit der Saison 2014/15 in der Kreisoberliga Frankfurt am Main.
Die erste Herrenmannschaft der Tischtennisabteilung erspielte sich 2003 den Aufstieg in die Regionalliga Südwest, der dritthöchsten Spielklasse. In der Saison 2017/18 tritt sie in der Hessenliga Süd/West an.